# Химическая поляризация ядер
Химически индуцированная динамическая поляризация ядер (ХИДПЯ) — неравновесная заселенность ядерных магнитных уровней, возникающая в термических или фотохимических радикальных реакциях и детектируемая спектроскопией ЯМР в виде усиленных сигналов поглощения или испускания. Ядерная намагниченность, детектируемая в продуктах реакций, может превышать равновесную в несколько сотен раз. Аналогичные явления обнаружены также в спектрах ЭПР. Они являются признаком неравновесной поляризации электронов, вызванной химическими реакциями (химическая поляризация электронов, ХПЭ).

## Механизм явления
Для создания ХИДПЯ необходимы сильные и зависящие от времени магнитные взаимодействия ядерной спиновой системы с другими степенями свободы молекул. Такие взаимодействия существуют в парамагнитных частицах (ионах или радикалах), в которых суммарный электронный спин не равен нулю, а электронно-ядерное взаимодействие достаточно сильное. Явление ХИДПЯ появляется при рождении (диссоциация молекул), существовании (эволюция заселённостей спинами состояний) и гибели молекул-радикалов (синтез молекул конечных продуктов химической реакции). Наиболее существенным механизмом создания ХИДПЯ является интеркомбинационная синглет-триплетная конверсия в радикальных парах.

## Где используется

### Химия
Химическая поляризация ядер используется для изучения короткоживущих радикалов и механизмов радикальных реакций.

### Ядерный магнитный резонанс
Для усиления ядерной намагниченности в экспериментах ЯМР.

### Изучение структуры белков
В последнее время ХИДПЯ также активно используется для изучения поверхностной структуры белков, в которых ароматические аминокислоты гистидин, тирозин и триптофан могут быть поляризованы в фотохимических реакциях с флавинами и другими азотсодержащими ароматическими соединениями. В результате фотохимической реакции в молекуле белка поляризуются только те аминокислоты, которые располагаются на поверхности молекулы и доступны второму реагенту. ХИДПЯ, таким образом, дает информацию о поверхностной структуре белка, как в нативном, так и в частично развернутом состоянии, а также позволяет изучать взаимодействие белков с лигандами, модифицирующими структуру поверхности.

### Магнитобиология
ХИДПЯ позволяет объяснить причины влияния магнитных полей на скорости протекания химических и биологических процессов. Магнитное поле способно изменять вероятности протекания элементарных химических актов. Магнитное поле может влиять на вероятность химических реакций, которые протекают через состояния с разной спиновой мультиплетностью. Оно индуцирует интеркомбинационные переходы между этими состояниями или изменяет вероятности этих переходов.